# Microdebilissa collaris
Microdebilissa collaris är en skalbaggsart som först beskrevs av Francis Polkinghorne Pascoe 1869.  Microdebilissa collaris ingår i släktet Microdebilissa och familjen långhorningar.
Artens utbredningsområde är Sarawak. Inga underarter finns listade i Catalogue of Life.